# Kanton Les Essarts
Les Essarts is een voormalig kanton van het departement Vendée in Frankrijk. Het kanton maakte deel uit van het arrondissement La Roche-sur-Yon. Het werd opgeheven bij decreet van 17 februari 2014 met uitwerking op 22 maart 2015.

## Gemeenten
Het kanton Les Essarts omvat de volgende gemeenten:
- Boulogne
- Dompierre-sur-Yon
- Les Essarts (hoofdplaats)
- La Ferrière
- La Merlatière
- L'Oie
- Sainte-Cécile
- Sainte-Florence
- Saint-Martin-des-Noyers